# Arado Ar 64
De Arado Ar 64 is een eenpersoons dubbeldekker, ontwikkeld in de jaren twintig. Het was het eerste Duitse gevechtsvliegtuig na de Eerste Wereldoorlog. De bouw van dit vliegtuig was derhalve een inbreuk op het Verdrag van Versailles.
Er werd voor het eerst mee gevlogen in 1930 en in 1932 bestelde Duitsland 20 stuks.
Er waren vijf verschillende varianten: Ar 64a,Ar 64b,Ar 64c, Ar 64d en Ar 64e.